# Clase Akatsuki (1932)
La Clase Akatsuki fue una clase de destructores compuesta de 4 unidades, que sirvieron en la Armada Imperial Japonesa durante la Segunda Guerra Mundial. 

## Historia
Esta fue una clase especial de destructores, de ahí que sólo estuviera compuesta por cuatro miembros. Fueron incorporados a la Armada Imperial Japonesa a lo largo de 1932, siendo construido cada uno en un astillero diferente, concretamente el Akatsuki en Sasebo, el Hibiki en Maizuru, el Ikazuchi en Uraga y el Inazuma en los Fujinagata de Osaka. Debido a las pequeñas diferencias existentes entre ambas clases, en ocasiones se ha considerado a la clase Akatsuki como un Tipo III de los Fubuki. Salvo el Hibiki, que finalizó su carrera en la Armada Soviética como el  Pritky, los tres miembros restantes de la clase resultaron hundidos en combate durante la Segunda Guerra Mundial.

## Destructores de la ClaseAkatsuki
- Akatsuki
- Hibiki
- Ikazuchi
- Inazuma